# Eristalis senilis
Eristalis senilis är en tvåvingeart som beskrevs av Sack 1933. Eristalis senilis ingår i släktet slamflugor, och familjen blomflugor. Inga underarter finns listade i Catalogue of Life.